# Młyńczysko (Kolno)
Młyńczysko (deutsch Ludwigsmühl) war ein Ort in der polnischen Woiwodschaft Ermland-Masuren. Seine Ortsstelle liegen im Gebiet der Gmina Kolno (Landgemeinde Groß Köllen) im Powiat Olsztyński (Kreis Allenstein).

## Geographische Lage
Die Ortsstelle von Młyńczysko liegen an der Norduferspitze des Jezioro Tejstymy (deutsch Teistimmer See, auch Bößauer See) in der nördlichen Mitte der Woiwodschaft Ermland-Masuren, zehn Kilometer südwestlich der früheren Kreisstadt Rößel (polnisch Reszel) bzw. 34 Kilometer nordöstlich der heutigen Kreismetropole Olsztyn (deutsch Allenstein).

## Geschichte
Ludwigsmühl, vor 1785 Mühlchen und vor 1905 Ludwigsmühle genannt, war bis 1928 ein Vorwerk zu  Görkendorf (polnisch Górkowo) im ostpreußischen Kreis Rößel. Wurde das Dorf im Jahre 1785 noch als adliges Gut und Vorwerk mit sechs Feuerstellen erwähnt, so war es im Jahre 1820 ein adliges Gut mit sieben Feuerstellen bei 58 Einwohnern.
Die Zahl der Einwohner von Ludwigsmühl änderte sich bis 1885 auf 27 und bis 1905 auf 21.
Am 30. September 1928 „wechselte“ Ludwigsmühl von Görkendorf (Górkowo) nach Teistimmen (Tejstymy), als Teistimmen nach Görkendorf eingemeindet und zum gleichen Datum Görkendorf in „Teistimmen“ umbenannt wurde.
Mit der Abtretung des gesamten südlichen Ostpreußens an Polen als Kriegsfolge im Jahre 1945 bekam Ludwigsmühl die polnische Namensform „Młyńczysko“. Doch bereits in den ersten Nachkriegsjahren fand der Ort kaum noch Erwähnung. Eine Neubesiedlung scheint nicht stattgefunden zu haben. Heute gilt der Ort als verwaist und untergegangen. Seine Ortsstelle gehört zum Bereich der Landgemeinde Kolno (Groß Köllen) im Powiat Olsztyński (Kreis Allenstein).

## Kirche
Bis 1945 war Ludwigsmühl in die evangelische Kirche Bischofsburg (polnisch Biskupiec) in der Kirchenprovinz Ostpreußen der Kirche der Altpreußischen Union und in die römisch-katholische Kirche Lautern (polnisch Lutry) im damaligen Bistum Ermland eingepfarrt.

## Verkehr
Zur nicht mehr erkennbaren Ortsstelle von Ludwigsmühl resp. Młyńczysko führt von Tejstymy (Teistimmen) aus ein schon fast zugewachsener Weg.